# Cindy Arlette Contreras Bautista
Cindy Arlette Contreras Bautista   (Ayacucho, 26 de juny de 1990) és una assessora legal i advocada de dones peruana. És una de les destinatàries del Premi Internacional Dona Coratge i del Premi del Valor, i també forma part de la llista TIME de les 100 persones més influents.

## Agressió
Contreras va esdevenir notícia després de patir una agressió en un hotel d'Ayacucho per part del seu nòvio, Adriano Pozo Arias, el 15 de juliol del 2015. Les càmeres de seguretat la van gravar mentre cridava, era copejada i arrossegada agafada pels cabells. Amb aquest atac va patir una ferida a la cama, el que l'obligava a anar amb crosses. Contreras guanyà notorietat amb la seva demanda a la justícia i va pressionar amb el seu cas als mitjans de comunicació.
L'evidència contra el seu assaltant va ser suficient per a una condemna, però un grup de tres jutges va decidir que la sentència del juliol de 2016 s'havia de suspendre. La violència vers ella i el tractament que va rebre va fer que el moviment ciutadà NiUnaMenos donés suport a la seva causa. El març a Lima se celebrà la manifestació més gran que hi havia hagut mai al Perú. Al novembre de 2016, el Tribunal d'Apel·lació de la Cort Superior d'Ayacucho va ordenar un nou judici amb càrrecs addicionals relacionats amb d'intent de violació i l'intent de femicidi.

## Reconeixement
L'any 2017, l'advocada Arlette Contreras va ser reconeguda pel departament d'Estat dels EUA que la va escollir amb dotze més per rebre el Premi Internacional Dona Coratge a Washington. També va ser escollida com a "Icona" per la revista Time per a la seva llista de les 100 persones més influents.